# Giovanni da San Giovanni

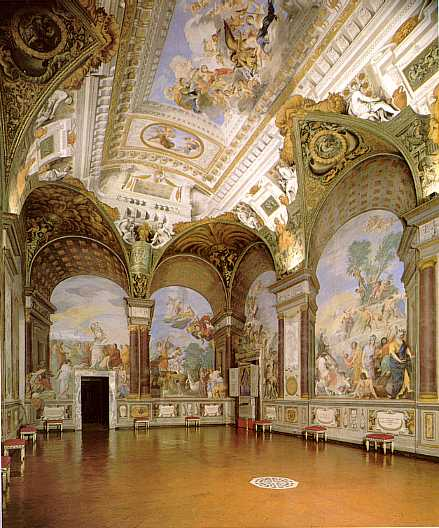
Sala degli Argenti per Giovanni da San Giovanni, Palazzo Pitti.

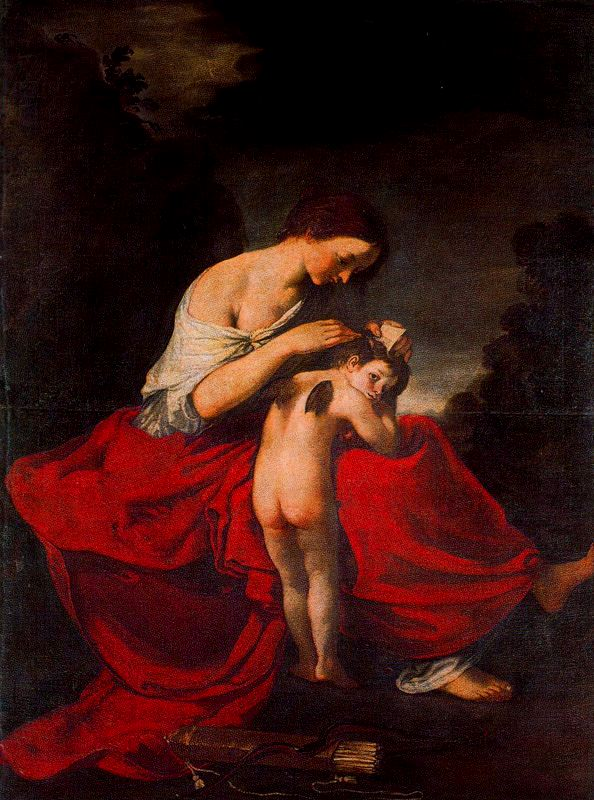
Venus consolant a Cupido, Palazzo Pitti.

Giovanni Mannozzi, conegut com a Giovanni da San Giovanni (San Giovanni Valdarno, 20 de març de 1592 - Florència, 6 de desembre de 1636), va ser un pintor del Barroc italià, un dels més importants de pintura al fresc del primer barroc.

## Biografia
Artista de caràcter excèntric, es va sentir atret per la pintura del nord d'Europa i pels temes clàssics vists des d'un punt de vista original. Va marxar el 1608 a Florència, per ingressar en el taller de Matteo Rosselli, amb qui va aprendre les tècniques de la pintura al fresc i la pintura a l'oli, a més a més de practicar intensivament el dibuix.
El 1615 va realitzar els seus primers encàrrecs d'importància com ara artista independent per l'església de Ognissanti i la Casa Buonarroti. El seu prestigi com a decorador de façanes es va consolidar amb el seu treball a la també façana del palau de Cosme II de Mèdici de la Piazza della Calza, que li va reportar una inesperada fama. També és l'autor de la decoració de diversos tabernacles als carrers de Florència, dels quals alguns sobreviuen.
El seu prestigi com a decorador en projectes de gran envergadura va ser notable. Prova d'això és el seu treball a l'església dels Santi Quatro Coronati o a la Sala degli Argenti del Palazzo Pitti, que la mort li va impedir concloure. Aquí, Ottavio Vannini va pintar l'escena de Lorenzo il Magnifico ircondato dagli artisti .
El seu estil lleuger, els seus colors translúcids i la seva fàcil i brillant execució fan de Giovanni da San Giovanni un dels artistes més atractius del segle xvii. Tanmateix, el seu estil conté una mica de retrògrad, perquè mira constantment cap al passat manierista. La posterior irrupció de Pietro da Cortona farà que la seva obra quedi empetitida pel treball d'aquest últim, que es convertirà en el paradigma del pintor de grans decoracions de l'alt Barroc.

## Obres destacades
- La Pintura pinta a la Fama (Palazzo Pitti, Florència)
- Autoretrat (1616, Uffizi, Corredor Vasariano, Florència)
- Moisès salvat de les aigües (Palazzo Pitti, Florència)
- Àngels sostenint l'emblema de Michelangelo (Casa Buonarroti, Florència, 1615)
- Al·legoria de Florència (Palau de Cosme II a la Piazza della Calza, 1616, destruït)
- Mare de Déu amb l'Infant i sants (tabernacle, Via Faenza, Florència, 1616)
- Cavaller reparteix almoina entre els presos (tabernacle, Via Ghibellina, Florència, 1616)
- Escenes de la Vida de Sant Francesc (claustre de l'església d'Ognissanti, 1619)
- Circumcisió (San Bartolomeo, Cutigliano, 1620)
- Degollament del Baptista (1620, Museu della Basílica di San Giovanni Valdarno)
- Jesús servit per àÀngels (1623-24, Palazzo Pitti, Florència)
- Esposalles místiques de Santa Caterina (1634, Palazzo Pitti, Florència

### Pintura al fresc
- Frescs de la cúpula de l'església d'Ognissanti, Florència (1615)
- Frescs de l'absis dels Quatro Coronati (Roma, 1623)
- Frescs del Palazzo Rospigliosi-Pallavicini, Pistoia
- Frescs del Santuari della Madonna della Fontenuova, Monsummano Terme
- Frescs de la Sala degli Argenti (Palazzo Pitti, Florència, 1635)